# Pierszutino (obwód moskiewski)
Pierszutino (ros. Першутино) – wieś (dieriewnia) w Rosji, w obwodzie moskiewskim, w rejonie klińskim. W 2010 liczyła 267 mieszkańców.

## Urodzeni
- Jurij Artiuchin – radziecki kosmonauta.